# コファス・アレーナ
オペル・アレーナ（OpelArena）は、ドイツ・ラインラント＝プファルツ州・マインツにあるサッカースタジアム。ブンデスリーガ1部・1.FSVマインツ05のホームスタジアムである。当初はフランスの金融保険会社コファスが命名権を取得し、2016年より自動車会社・オペルが取得し「オペル・アレーナ」の名称となる。
2009年5月に着工し、2011年6月に完成。収容人数は34000人。1.FSVマインツ05はこれまでマインツ市内のブルッフヴェクシュタディオンを使用していたが、老朽化が進んだため、2011-12シーズンより本スタジアムに本拠地を移転している。